# Larré (Morbihan)
Larré é uma comuna francesa na região administrativa da Bretanha, no departamento de Morbihan. Estende-se por uma área de 17,02 km². Em 2010 a comuna tinha 1 070 habitantes (densidade: 62,9 hab./km²).